# Aequatorium pascoense
Aequatorium pascoense là một loài thực vật có hoa trong họ Cúc. Loài này được H.Beltrán & H.Rob. mô tả khoa học đầu tiên năm 2005.